# Иван Мрквичка
Иван Мрквичка (чешки: Jan Václav Mrkvička. Видим, 23. април 1856  - Праг, 16. мај 1938) био је чешки и бугарски сликар.
Иако рођен у Чешкој, он је својим дугогодишњим радом значајно допринео уметничком животу новоослобођене Бугарске крајем 19. и почетком 20. века. Био је сликар, педагог и јавна личност у уметничким круговима Бугарске после ослобођења 1878. године. Сматра се једним од оснивача савремене бугарске ликовне уметности. Најважније ликовно наслеђе Мрквичке је у етнографском жанру, укључујући теме као што су ритуали и популарни фестивали.

## Живот и каријера
Рођен је 23. априла 1856. године у селу Видим, у то време у Аустроугарској. Студирао је на Академији ликовних уметности у Прагу (1873—1876), а потом на Минхенској уметничкој академији (1876—1877) . На позив власти у Источној Румелији, 1881. године, дошао је у Пловдив. Румелија је у то време била је аутономна покрајина (вилајет) унутар Османског царства од 1878. до 1908. године. Бугари су били апсолутно већинско становништо, с мањим процентом Турака и Грка. Главни град покрајине био је Пловдив. Већ 1885. године после Пловдивског преврата Источна Румелија ја потпала под потпуну контролу Кнежевине Бугарске. Међутим и након тога Источна Румелија је службено била покрајина под османским суверенитетом све до проглашења бугарске независности 22. септембра 1908. године. 
У Пловдиву је Мрквича био постављен за учитеља у средњој школи „Свети Ћирило и Методије“, и сарађивао са значајним културним личностима града - Иваном Вазовом, Константином Величковом, Петком Каравеловим, Петком Славејковим. Са Антоном Митевим и Борисом Шатом добитник је награде на париској Изложби за уметничко образовање 1900. године, за своје наставне методе.
Прву изложбу је реализовао 1886. година а потом је одржао и две изложбе са Антоном Митовим, који је био и средњошколски учитељ. Током боравка у Пловдиву Мрквичка је створио нека од својих најбољих дела, међу којима су познатија: Пазар у Пловдиву (1883), Сакадзии (1886), Циганска радост (1887), Продавач птица (1887), Пазар у Пловдиву (1888).
Када се преселио у Софију 1889. године, накратко се вратио у Пловдив 1892. године како би учествовао на специјалној изложби у главном павиљону на сајму у Пловдиву. На њој је изложио 15 слика, укључујући и дела Улица у Пловдиву и бугарску скулптуру - заштитника пољопривреде и заната. Такође је урадио и званични постер изложбе.
У Софији је постао један од оснивача Националне академије уметности 1896. године, на којој је предавао и био директор од 1896. до 1921. године. 
Члан дописног одбора Бугарске академије наука постао је 1918. године.
Син Ивана Мрквичке, који је носио његово име, погинуо је на фронту током Првог светског рата као бугарски официр. Мрквичка је 1894. илустровао прво издање романа Ивана Вазова Под јармом. Заједно с археологом и нумизматичарем Вацлавом Добрушким, били су аутори тадашњег грба Бугарске.  
Након што му је син Иван Мрквичка (млађи) погинуо на фронту током Првог светског рата као бугарски официр, Мрквичка се 1921. вратио у Чехословачку. У Чехословачкој се углавном фокусира на сликање портрета, између осталих и истакнутих политичара.  
Преминуо је у Прагу у 82 години живота 16. маја 1938. године.

## Дело
Кроз каријеру у Бугарској дао је велики допринос развоју културног живота након ослобођења. Његове етнографске композиције признате су као амблематичне за његово време. Био је међу оснивачима првог синдиката уметника и међу организаторима првих изложби у Бугарској. 
Окружен мислиоцима и следбеницима Бугарске, за живота је са њима Мрквичка приказао броје радове који се данас налазе у збирци Националне галерији уметности Бугарске (око 112 дела) из 19. и с почетка  20. века.
Иако је Иван Мрквичка највише сликао призоре из свакодневног живота, има и дела са историјском тематиком и неколико портрета. Као представник демократског реализма, Мрквичка је углавном сликао народне фестивале и сцене из сељачког живота, националне обичаје и препознатљиву бугарску националну ношњу. 
Остаће запамћен и као добро познат портретиста и илустратор. Његове историјске слике биле су изузетно реалне и дубоко патриотске. Његови портрети имали су велику уметничку вредност.
Један је од аутора тадашњег грба Бугарске и грба Софије. 

### Ликовна дела
- Свадба у Момчиловцима, 1885
- Пазар у Пловдиву, 1888
- Задушница, 1890
- „Шопско оро“

- „Ръченица“
- Три сестре: Мезија, Тракија и Македонија, 1915

- Македонска бугарка из Скопске Црне горе (1931)
- Аутопортрет
- Бугарка из Смилевева
- Македонска бугарка
- Портрет Марије Луисе, 1900

- „Иван Боримечката“ (1894)
- Кућа у селу Жълтеш
- Портрет Петка Славећкова